# Várbíró Judit
Várbíró Judit (Budapest, 1946. november 26. –) magyar karvezető, énektanár, szerkesztő, rendező.
Portrékat, zenei dokumentumfilmeket, tv-hangversenyeket, magazinműsorokat, zenei ismeretterjesztő sorozatokat készített.

## Életpályája
A Szilágyi Erzsébet Gimnáziumba járt; 1965-ben érettségizett. 1963-ban a Magyar Televízió Ki mit tud? műsorában a Szilágyi trióval (Csengery Adrienne-vel és Zsadon Andreával) megnyerte a zsűri különdíját. 1965–1970 között a Zeneművészeti Főiskola középiskolai énektanár és karvezető tanszakának hallgatója volt; Párkai István, Szőnyi Erzsébet és Vásárhelyi Zoltán oktatta. 1967–1989 között a Budapesti Madrigálkórus tagja volt. 1969–1976 között a Kertész utcai Zenei Gyakorlóiskola korrepetitor tanára volt.
1970–1973 között a Magyar Televízió Művészeti főszerkesztőségének zenei szerkesztője volt Gellért Endre vezetése mellett. 1973–1986 között a Magyar Televízió Zenei főszerkesztőségégének zenei szerkesztőjeként dolgozott Czigány György vezetésével.
1986–2002 között a Magyar Televízió Nemzetközi Karmesterversenyét szervezte. 1986–1991 között a Magyar Televízió komolyzenei osztályvezetője volt.
1991–1993 között a Magyar Televízió komolyzenei főszerkesztője volt. 1993-tól szerkesztőségvezető volt. 1995–1997 között a zenei szerkesztőség vezetője volt. 1997-től rovatvezetőként dolgozott. 1998–2000 között Gyökerek címmel dokumentumfilmet készített Bartók Béla életéről és munkásságáról.
2004–2007 között a Kulturális Igazgatóság főmunkatársa, majd vezető szerkesztője volt. 2007–2012 között a Nemzeti Kulturális Alap (NKA) Zenei Kollégiumának kurátora volt.
2017-től az NKA Zeneművészet Kollégiumának tagja, 2019 óta vezetője.
2023 óta az Magyar Művészeti Akadémia levelező tagja.

## Családja
Szülei Várbíró György és Péter Irén voltak. 1976-ban házasságot kötött Goszleth Tiborral. Két gyermekük született: Marcell (1976–) és Antónia (1978–).

## Műsorai, filmjei
- Bárdos Lajos 85 éves (1984)
- Összhang (1989)
- Zenés TV Színház (1998)
- Gyökerek (1998-2000)
- Zendülés az idő ellen (2011)
- A Tv zenei klubja
- Zenén túl

## Díjai
- Artisjus-díj (1996)
- Erkel Ferenc-díj (1998)
- Gundel művészeti díj (2001)
- Juhász Frigyes-díj (2004)
- Bartók Béla-emlékdíj (2006)